# Реквієм (Верді)
Реквієм (Messa di requiem) Джузеппе Верді — твір, написаний композитором 1874 року для чотирьох солістів (сопрано, мецо-сопрано, тенор і бас), мішаного хору та симфонічного оркестру. Вперше виконаний 22 травня 1874 року на перші роковини смерті видатного італійського поета Алессандро Мандзоні. Тривалість твору сягає 85–90 хвилин.

## Історичний контекст
Після смерті Россіні 1868 року Верді вирішив, що ряд італійських композиторів мали б створити Реквієм в його пам'ять. На пропозицію Верді до створення спільного Реквієму долучилися 12 італійських композиторів, тоді як сам Верді писав 13-ту частину «Libera me». Прем'єра Реквієму Верді була намічена на листопад 1869 року, проте за 9 днів до прем'єри організаційний комітет відхилив його твір, що стало причиною сварки Верді з диригентом Анджело Маріані. До 1988 року ця «Меса по Россіні» не виконувалася.
Смерть італійського поета Алессандро Мандзоні, творчістю якого Верді дуже захоплювався, а з 1868 року знав особисто, вразила композитора. Це спонукало його написати Реквієм у пам'ять Мандзоні, який включив також і перероблену версію «Libera me», початково написану в пам'ять Россіні. 22 травня 1874 року Реквієм вперше прозвучав у церкві святого Марка в Мілані під орудою автора.

## Структура
№ 1 Introit — Kyrie (хор, солісти)
№ 2 Sequence:
Dies irae (хор)
Tuba mirum (хор)
Mors stupebit (бас)
Liber scriptus (мецо-сопрано)
Quid sum miser (сопрано, мецо-сопрано, тенор)
Rex tremendae (солісти, хор)
Recordare (сопрано, мецо-сопрано)
Ingemisco (тенор)
Confutatis (бас, хор)
Lacrimosa (солісти, хор)
№ 3 Offertory: (солісти)
Domine Jesu Christe
Hostias
№ 4 Sanctus (подвійний хор)
№ 5 Agnus Dei (сопрано, мецо-сопрано, хор)
№ 6 Lux aeterna (мецо-сопрано, тенор, бас)
№ 7 Libera me: (сопрано, хор)
Libera me
Dies irae
Requiem aeternam
Libera me

## Характеристика частин
Верді широко використовує в Реквіємі енергійні ритми, піднесені мелодії і драматичні контрасти, подібно тому, як він робив це в операх, щоб виразити сильні емоції, що йдуть від тексту. Страшний (і впізнаваний) Dies Irae («Судний день»), що відкриває традиційний латинський похоронний обряд, повторюється протягом твору, чим досягається ефект цілісності, а також дозволяє композиторові глибше осягнути трагічність смерті і прагнення людини бути прощеною (відпущеною від земних гріхів).
Requiem — починається ледь чутним шепотом хору, якому протипоставлений світліший, енергійний квартет солістів.
Sequence — ліричним, благальним частинам протиставлені сповнені жаху і відчуттям невідворотності Божого суду частини Dies Irae, що повторюється як рефрен та Tuba Mirum, кульмінація твору.
Offertorium («Принесення жертви») — споглядальний квартет солістів, що розгортається неквапливо, у приглушеній звучності.
Sanctus («Свят») — блискуча фуга для подвійного хору, втілення творчої піднесеної сили життя.
Agnus Dei («Агнець Божий») — стриманий дует жіночих голосів, варіації в стародавньому стилі на незвичайну тему в дусі середньовічної церковної пісні в унісон.
Lux aeterna («Вічний світ») — терцет солістів, побудований на контрасті світла й тьми, з поступовим поверненням настроїв 1-й частини.
Libera me («Звільни мене, Господи») — розгорнутий фінал, заснований, як і 2-га частина, на протиставленні різнохарактерних епізодів.